# Pimelodus luciae
Pimelodus luciae är en fiskart som beskrevs av Rocha och Ribeiro 2010. Pimelodus luciae ingår i släktet Pimelodus och familjen Pimelodidae. Inga underarter finns listade i Catalogue of Life.